# Sonet 116 (William Szekspir)

Pierwszy przekład sonetu 116 na język polski przez Konstantego Piotrowskiego z 1836 roku

Let me not to the marriage of true minds

Admit impediments.  Love is not love

Which alters when it alteration finds,

Or bends with the remover to remove:

O, no! it is an ever-fixèd mark,

That looks on tempests and is never shaken;

It is the star to every wandering bark,

Whose worth’s unknown, although his height be taken.

Love’s not Time’s fool, though rosy lips and cheeks

Within his bending sickle’s compass come;

Love alters not with his brief hours and weeks,

But bears it out even to the edge of doom.

If this be error and upon me proved,

I never writ, nor no man ever loved.

Spójnie serc wiernych nie znają przeszkody;

Nie jest już miłość miłością, jeżeli,

Widząc przemianę, chce z nią iść w zawody,

Jeśli z burzącym chęć burzenia dzieli:

Miłość jest wieżą, której nic nie szkodzi —

Nie wstrząśnie wichr nią żaden u wybrzeży;

Gwiazdą przewodnią dla zbłąkanej łodzi —

Sternik wysokość, nie jej wartość mierzy.

Nie błaznem Czasu jest miłość, choć po nią,

Po róże lic jej, sięga jego kosa.

Niech sobie chwile i tygodnie gonią,

To trwa, aż grób li zgotują niebiosa.

Jeśli to myłka, nie pisałbym przecie

I chyba nikt tu nie kochał na świecie.

Sonet 116 (incipit LEt me not to the marriage of true mindes) – jeden z cyklu 154 sonetów autorstwa Williama Szekspira. Po raz pierwszy został opublikowany w 1609 roku.
Sonet 116 podobnie jak 115, wskazuje na sprzeczność w tradycyjnym ujęciu miłości, w którym jeżeli miłość zmienia się w czasie, oznacza to, że jest niedoskonała, jednakże jeżeli wzrasta w czasie, to jest idealna. 

## Treść
W sonecie tym podmiot liryczny, przez niektórych badaczy utożsamiany z autorem, wygłasza pean na cześć miłości. Chociaż sonet ten jest tradycyjnie traktowany jako hymn  dla wiecznej i idealnej miłości, współcześnie interpretowany jest jako wyraz zwątpienia w możliwość jej istnienia. 
W drugim wersie znajduje się odniesienie do przysięgi małżeńskiej z Modlitewnika powszechnego kościołów anglikańskich, natomiast w wersie jedenastym do dnia Sądu Ostatecznego z Apokalipsy św. Jana. Wersy 5–8 zawierają nawiązanie do Sonetów do Laury (sonet 73 Poi che per mio destino oraz 189 Poi che per mio destino) Francesca Petrarki oraz sonetu Thomasa Wyatta My galley charged with forgetfulness. 
Sonet 116 jest jednym z najbardziej znanych sonetów Szekspira, był oceniany wysoko również przez Samuela Taylora Coleridge’a. W dwunastu z trzynastu zachowanych kopii sonetów, sonet ten chociaż umieszczony jest pomiędzy sonetem 115 a 117, nosi numer 119.

## Polskie przekłady
| 1836 |  | Niech mi nie mówią, aby związek duszy z duszą,        |  | Konstanty Piotrowski    | [ 13 ] |
| 1850 |  | Niech mi nie mówią, aby związek duszy z duszą,        |  | Konstanty Piotrowski    | [ 14 ] |
| 1911 |  | Niech mi nie wątpią we związek przyjaźni              |  | Artur Górski            | [ 15 ] |
| 1913 |  | W związku dwu duchów nie uznam zawady,                |  | Maria Sułkowska         | [ 16 ] |
| 1922 |  | Spójnie serc wiernych nie znają przeszkody;           |  | Jan Kasprowicz          | [ 4 ]  |
| 1946 |  | Niechaj do prawych umysłów złączenia                  |  | Aleksander Mierzejewski | [ 17 ] |
| 1948 |  | Nie zerwie się małżeństwo wiernych sobie duchów,      |  | Władysław Tarnawski     | [ 18 ] |
| 1958 |  | Niech małżeństwu dusz w drodze nie stanie             |  | Jerzy Pietrkiewicz      | [ 19 ] |
| 1961 |  | Żadnych przeszkód dla myśli szczerych zjednoczenia    |  | Wiesław Strzałkowski    | [ 20 ] |
| 1968 |  | W małżeństwie wiernych dusz nie przyznawajmy roli     |  | Marian Hemar            | [ 21 ] |
| 1979 |  | Zdrady są w zawiązku dusz wiernych nieznane,          |  | Maciej Słomczyński      | [ 22 ] |
| 2011 |  | Nie ma miejsca we wspólnej dwojga serc przestrzeni    |  | Stanisław Barańczak     | [ 7 ]  |
| 2015 |  | Niech nie nie znam przeszkód w związku dusz oddanych, |  | Ryszard Długołęcki      | [ 23 ] |

## Kultura masowa
W serialu Przystanek Alaska sonet 116 zostaje odczytany na pogrzebie tajemniczego mężczyzny w odcinku 11 (sezon 2) Wszystko marność. 